# Biddenden
Biddenden – wieś w Anglii, w hrabstwie Kent, w dystrykcie Ashford. Leży 20 km na południowy wschód od miasta Maidstone i 70 km na południowy wschód od centrum Londynu. Miejscowość liczy 2434 mieszkańców.